# Claire Trevor
Claire Trevor, nacida Claire Wemlinger (Nueva York, 8 de marzo de 1910-Newport Beach, 8 de abril de 2000), fue una actriz estadounidense.  Apareció en 65 largometrajes entre 1933 y 1982, ganando el Óscar a la mejor actriz de reparto por su papel en Cayo Largo (1948) y recibiendo nominaciones por sus papeles en El gran maestro (1954) y Sin salida (1937). Trevor obtuvo el primer puesto, por delante de John Wayne, en La diligencia (1939).
Fue apodada la «Reina del cine negro» por sus numerosos papeles de malvada. 

## Biografía
Trevor nació el 8 de marzo de 1910 en Bensonhurst, Brooklyn, Nueva York, hija única de Noel Wemlinger, un sastre de la Quinta Avenida (de origen francés pero ascendencia alemana), y su esposa, Benjamina ("Betty"), de origen irlandés. Se crio en la ciudad de Nueva York y, a partir de 1923, en Larchmont (Nueva York). Durante muchos años, se informó erróneamente que su año de nacimiento era 1909, por lo que su edad al momento de su muerte se indicó inicialmente como 91 años, no 90.
Tras terminar la secundaria, Trevor comenzó su carrera con seis meses de clases de arte en la Universidad de Columbia y seis meses en la Academia Americana de Artes Dramáticas.

## Trayectoria
La carrera de Trevor se prolongó a lo largo de más de siete décadas, con éxitos en el teatro, la radio, la televisión y el cine. Trevor solía interpretar a rubias frías y astutas, así como cualquier tipo de villana.
Debutó en el escenario en el verano de 1929 con una compañía de repertorio en Ann Arbor, Míchigan. Posteriormente regresó a Nueva York, donde apareció en varios cortometrajes de Vitaphone filmados en Brooklyn y actuó en obras de teatro de verano.  En 1932, protagonizó en Broadway la obra principal femenina de Whistling in the Dark.
Trevor hizo su debut cinematográfico en Jimmy and Sally (1933), una película escrita originalmente para el popular dúo cinematográfico de James Dunn y Sally Eilers. Cuando Eilers declinó el papel, Trevor fue elegida para ocupar su lugar.  De 1933 a 1938, Trevor protagonizó 29 películas, a menudo teniendo el papel principal o el papel de heroína. En 1937, fue la segunda actriz principal (después de la destacada Sylvia Sidney) en Dead End, con Humphrey Bogart, lo que la llevó a ser nominada a Mejor Actriz de Reparto. De 1937 a 1940, apareció con Edward G. Robinson en la popular serie de radio Big Town, mientras continuaba haciendo películas. A principios de la década de 1940, también fue una habitual en The Old Gold Don Ameche Show en la NBC Red Radio Network, protagonizando junto a Ameche presentaciones de obras de Mark Hellinger.  En 1939, ya se había consolidado como una actriz principal sólida. Una de sus actuaciones más memorables durante este período incluye la obra Western Stagecoach (1939).
Dos de los papeles más memorables de Trevor fueron junto a Dick Powell en Murder, My Sweet (1944) y con Lawrence Tierney en Born to Kill (1947). En Key Largo (1948), Trevor interpretó a Gaye Dawn, una cantante de club nocturno, alcohólica y fracasada, y amante de un gánster. Por ese papel, ganó el Premio de la Academia a la Mejor Actriz de Reparto. Su tercera y última nominación al Oscar fue por su actuación en The High and the Mighty (1954).  En 1957, ganó un Emmy por su papel en el episodio de Producers' Showcase titulado "Dodsworth".  Trevor pasó a papeles secundarios en la década de 1950, y sus apariciones se volvieron muy escasas después de mediados de la década de 1960. Interpretó a Charlotte, la madre de Kay (Sally Field) en Kiss Me Good-Bye (1982).  Su último papel televisivo fue en la película de 1987, Breaking Home Ties de Norman Rockwell. Trevor hizo una aparición especial en la 70.ª edición de los Premios Óscar en 1998.

## Muerte
El 8 de abril de 2000, Trevor murió en un hospital de Newport Beach, California, a los 90 años  por fallo respiratorio. Fue incinerada y sus cenizas fueron esparcidas en el mar. Por su contribución a la industria cinematográfica, tiene una estrella en el Paseo de la Fama de Hollywood en 6933 Hollywood Boulevard.

## Legado
La Escuela de Artes Claire Trevor de la Universidad de California, Irvine, recibió su nombre en honor a Trevor. Sus estatuillas del Óscar y el Emmy se exhiben en la Plaza de las Artes, junto al Teatro Claire Trevor.

## Premios y nominaciones
Premios Óscar
| Año  | Categoría               | Película            | Resultado |
| ---- | ----------------------- | ------------------- | --------- |
| 1938 | Mejor Actriz de Reparto | Callejón sin salida | Nominada  |
| 1949 | Mejor Actriz de Reparto | Key Largo           | Ganadora  |
| 1955 | Mejor Actriz de Reparto | Escrito en el cielo | Nominada  |

En 1956, Trevor ganó un Emmy por su trabajo en Dodsworth, junto a Fredric March, en el programa de la NBC Producers' Showcase. 
La Claire Trevor School of the Arts en la Universidad de California, Irvine, fue denominada así en homenaje a Trevor. Tanto su Óscar como su Emmy se exhiben en la Arts Plaza de la misma.
Claire Trevor tiene una estrella en el Paseo de la Fama de Hollywood.

## Vida personal
Trevor se casó con el productor cinematográfico Clark Andrews en 1938, pero se divorciaron cuatro años después. Su segundo matrimonio fue con Cylos William Dunsmoore, con el que tuvo un hijo, Charles, que falleció en 1978 a causa de un accidente de avión. Se divorciaron en 1947. Al año siguiente, Trevor se casó con Milton Bren, otro productor. El matrimonio duró hasta el fallecimiento de él en 1979 a causa de un tumor cerebral.
Trevor dejó la interpretación en 1987, aunque tuvo una actuación especial en Ceremonia de Entrega de los Premios Óscar de 1998.

## Filmografía seleccionada
| - Dante's Inferno (La nave de Satán, 1935) - 15 Maiden Lane (Joyas funestas) (1936) - Dead End (1937) - The Amazing Dr. Clitterhouse (1938) - La diligencia (1939) - I Stole a Million (Robé un millón) (1939) - Allegheny Uprising (La pequeña Rebelión)(1939) - Dark Command (Mando siniestro) (1940) - Honky Tonk (Quiero a este hombre) (1941) - Crossroads (1942) - Street of Chance (1942) - Murder, My Sweet (Historia de un detective) (1944) - Johnny Angel (1945) | - Crack-Up (1946) - Born to Kill (1947) - Raw Deal (1948) - The Velvet Touch (1948) - The Babe Ruth Story (1948) - Key Largo (1948) - The High and the Mighty (1954) - The Mountain (La montaña siniestra) (1956) - Marjorie Morningstar (1958) - How to Murder Your Wife (Cómo matar a la propia esposa) (1965) - The Cape Town Affair (Intriga en Ciudad del Cabo) (1967) |